# 이론상 완벽한 남자
《이론상 완벽한 남자》는 대한민국의 텔레비전 프로그램이다.

## 출연
- 신동엽
- 김희철
- 레이디 제인
- 딘딘
- 김지용
- 김보람